# Koltai Dénes
Koltai Dénes (Pécs, 1947. augusztus 5. – Pécs, 2022. április 3.), andragógus, pedagógus, egyetemi tanár, dékán, rektorhelyettes.

## Szakmai életútja
Koltai Dénes pedagóguscsalád harmadik gyermeke volt, aki követte szülei, nővére és bátyja példáját, amikor a tanári pályát választotta élethivatásul. A pécsi Gépipari Technikumban érettségizett és szerzett technikusi képesítést, majd a Pécsi Tanárképző Főiskolán földrajz-rajz szakos általános iskolai tanári oklevelet Ezt követően a Mecseki Szénbánya Művelődési Házának népművelője, majd fiatalon igazgatója lett, ahol személyes tapasztalatokat szerzett a kultúraközvetítés mindennapi kihívásairól. Egyetemi tanulmányait a munka mellett is folytatta, aminek eredményeként 1976-ban az Eötvös Loránd Tudományegyetem BTK-n pedagógia szakos diplomát vehetett át. 1979-ben dr. univ., 1986-ban a neveléstudományok kandidátusa tudományos fokozatot szerzett, majd később ugyancsak neveléstudományokból habilitált. Az egyetemi oktatói ranglétrát végigjárva 2008. január 1-én kapott egyetemi tanári kinevezést. Tudományos kutatásai széles területeket fogtak át, de annak középpontjában az andragógia és didaktikai vonatkozásai, a felnőttképzés pszichológiai, szociálpszichológiai aspektusai álltak. Az 1980-as években az MSZMP Baranya Megyei Bizottsága Oktatási Igazgatóságán dolgozott különböző tanári, ill. tanszékvezetői beosztásokban. A rendszerváltás előtt 1989 májusában az Magyar Szocialista Munkáspárt Pécsi Városi Bizottság első titkárának választották meg. 1989. október 7-én az Magyar Szocialista Munkáspárt megszűnt, a Párt XIV. kongresszusán új párt létrehozásáról döntöttek.
1985-ben a Janus Pannonius Tudományegyetem Tanárképző Kara Közművelődési Szakcsoportjának lett a vezetője. Azt megelőzően a Pszichológia, illetve a Pedagógia Tanszéken is oktatott. A Közművelődési Szakcsoport 4 főállású oktatóval rendelkező kis szervezeti egységként indult és irányításával ez a csapat 19 fős tanszékké, majd a tanszék a Felnőttképzési és Emberi Erőforrás Fejlesztési Intézetté (FEEFI), 2005-ben pedig a PTE Felnőttképzési és Emberi Erőforrás Fejlesztési Karává alakult, ahol két ciklusban is megválasztották a FEEK dékánjának. Közben a főiskolai népművelés szakból újabb főiskolai és egyetemi szakokat fejlesztett, ill. alapított munkatársaival. 2002-2005 között a PTE rektorhelyettesi feladatait is ellátta. 19 évig volt elnöke az MTA Pedagógiai Bizottság Felnőttképzési Albizottságának, valamint tagja a Felsőoktatási Tudományos Tanácsnak. Javaslatai különösen a felsőoktatási innovációt érintették. Mindennek eredményeként Magyarország szinte minden megyeszékhelyén és Budapesten is két oktatási központban – összesen 19 helyszínen, valamint Romániában, Erdélyben is – Kolozsváron és Sepsiszentgyörgyön - megszervezte a PTE FEEFI / FEEK képzési központjait. Ennek eredményeként több ezer tehetséges, de nehéz társadalmi helyzetű ember szerezhetett diplomát az 1990-es rendszerváltás utáni évtizedekben, amely alapvetően fordította pozitív irányba életüket. A társadalom peremén lévő roma fiatalokról sem feledkezett meg, amikor Nagykanizsán a helyi Roma Kisebbségi Önkormányzattal együttműködve oktatási központot szervezett. A nemzetközi felnőttképzési tapasztalatok megszerzését azzal is segítette, hogy rendszeresen hívott meg neves vendégoktatókat Németországból, Svédországgból és az Egyesült Királyságból. Münchentől Londonig, Pozsonytól Izsevszkig, Kolozsvártól Nyitráig kereste és építette a szélesebb európai szakmai kapcsolatokat. 2008-ban az „International Adult and Continuing Education Hall of Fame” második magyarként tagjává választotta. Nyugdíjazását követően, 2015-től professor emeritusként kapcsolódik be a Kultúratudományi, Pedagógusképző és Vidékfejlesztési Kar oktatási és tudományos tevékenységébe.
Munkássága nagy területet felölelő és széles spektrumú volt. Koltai Dénes andragógusként didaktikával és módszertannal foglalkozott, elsősorban a felnőttoktatás tervezésére és a felnőttek politikai képzésére fókuszálva, a felnőttképzés pszichológiai, szociálpszichológiai sajátosságait, továbbá a munkaerőpiaci képzés rendszerét vizsgálta, részletesen is foglalkozva Magyarország felnőttoktatási helyzetével a nemzetközi trendek és tendenciák tükrében.

## Legfontosabb publikációi
- A politikai meggyőződések fejlesztése a káderképzés folyamatában: kandidátusi értekezés, aspiránsvezető Dr. Zrinszky László. Pécs, 1986.
- Munkaerőpiac és felnőttképzés: Nemzetközi konferencia Pécs, 1992. október 15-17. [szerkesztette Koltai Dénes, Keszler Géza] 1992.
- Az andragógiai elmélet és gyakorlat útján: Szöveggyűjtemény. Pécs: Janus Pannonius Tudományegyetem, 1994.
- A felnőttképzés elméleti, gazdasági és területi problémái. Kiadó  Pécsi Tudományegyetem Természettudományi Kar Felnőttképzési és Emberi Erőforrás Fejlesztési Intézet. 2001.
- Theoretical, economic and regional issues of adult education: Hungarian developments in an international perspective.[publ. by] Institute for International Cooperation of the German Adult Education Association. 2002.
- A felnőttképzés elméleti, gazdasági és területi problémái. Kiadó. Pécsi Tudományegyetem Természettudományi Kar Felnőttképzési és Emberi Erőforrás Fejlesztési Intézet. 2003.
- Felmérés a hazai felnőttképzési szervezetek akkreditált programjainak helyzetéről: kutatási zárótanulmány. Nemzeti Felnőttképzési Intézet. 2005.

## Kitüntetések
- Baranya Megyei Közgyűlés elnökének kitűntető díja (1997)
- Apáczai Csere János Érdemérem (Győr, 1997)
- Magyar Köztársasági Érdemrend kiskeresztje polgári tagozat. (1997)
- Katonai Biztonsági Hivatal kitüntetése (1998)
- Humán Szakemberek Országos Szövetségének szakmai díja (2001)
- Baranya Megyei Közgyűlés Felnőtoktatási és Tudományos díja (2001)
- Magyar Köztársasági Érdemrend tisztikeresztje polgári tagozat. (2003),
- Pro Civitate Pécs-díj. (2003)
- Honvédelémért Kitűntető Cím I. osztály (2004)
- Aranygyűrű. Pécsi Tudományegyetem. (2012)
- Mestertanár Aranyérem (2013)

## Videófelvételek
- Koltai Dénes - A felnőttoktatás és képzés alapjai UNIV TV PTE – Youtube.com, Közzététel 2015. június 18.
- Koltai Dénes - A felnőttoktatás kezdete UNIV TV PTE – Youtube.com, Közzététel 2015. június 19.
- Jó reggelt Pécs! – Stúdióvendég: Dr. Koltai Dénes első titkár, MSZMP Pécsi Városi Bizottság. Csorba Győző Könyvtár. – Youtube.com, Közzététel 2019. július 3.
- A karalapító, nemrég elhunyt professor emeritus tiszteletére, KOLTAI DÉNES nevét viseli a Kultúratudományi, Pedagógusképző és Vidékfejlesztési Kar pécsi aulája. UNIV TV PTE. – Youtube.com, Közzététel 2022. szept. 7.